# Pajot Hills Classic
Pajot Hills Classic est une course cycliste féminine belge. Créée en 2016, la course fait partie depuis sa création du calendrier de l'Union cycliste internationale en catégorie 1.2. Elle se court autour de Gooik dans la province du Brabant flamand. En 2018, elle change de nom et devient la Flèche brabançonne féminine.

## Palmarès
| Année | Vainqueur         | Deuxième          | Troisième         |
| ----- | ----------------- | ----------------- | ----------------- |
| 2016  | Marianne Vos      | Megan Guarnier    | Lotta Lepistö     |
| 2017  | Annette Edmondson | Barbara Guarischi | Ilaria Sanguineti |